# Страйпс
Дъ Страйпс (The Strypes) са ирландска рокенрол група. Сформирана е в Каван, Ирландия през 2010 и се състои от Рос Фарели (вокали), Джош МакКлори (китара), Пийт О'Ханлън (бас китара), Евън Уолш (барабани). Първоначално свири само в родния си град и сменя множество музиканти, докато открие своя звук. Черпят вдъхновение от британски блус и пъб рок от 60-те и 70-те години, в частност Доктор Фийлгуд, Ролинг Стоунс, Ярдбърдс, както и рокенрол легенди като Чък Бери, Бо Дидли, Хаулин Уулф и Литъл Уолтър. Членовете на Дъ Страйпс са на възраст между 18 и 20 години. В първите месеци от създаването си те свирят в родния си град, като репутацията им на група с бързо темпо и гаражен рок стил расте. Сетовете им съдържат авторски песни, както и рокенрол класики от миналия век.

## Дискография
- Snapshot (2013)
- Little Victories (2015)